# Walter Felsenstein

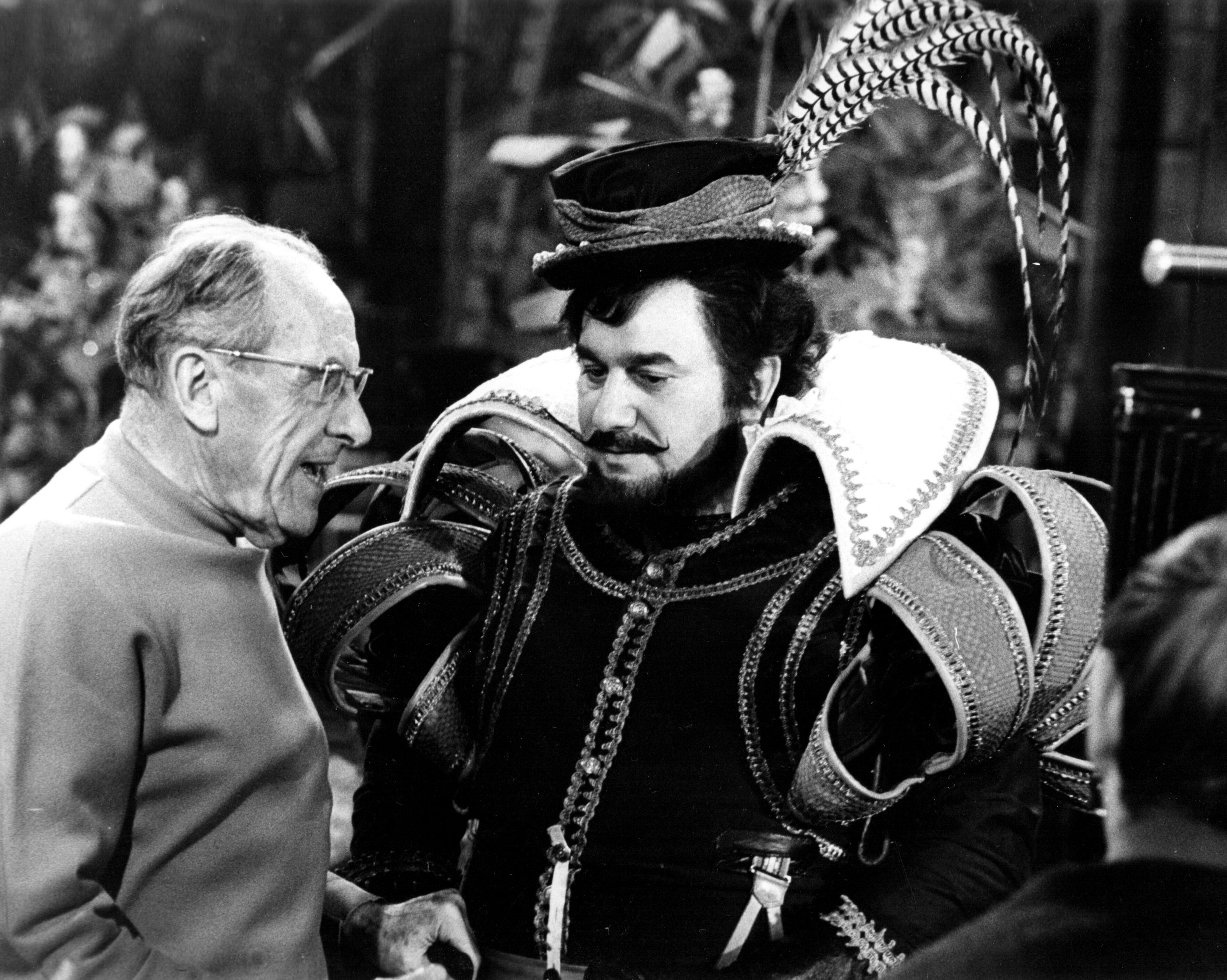
Walter Felsenstein und Hanns Nocker bei den Dreharbeiten zu Ritter Blaubart 1972/73

Walter Felsenstein (* 30. Mai 1901 in Wien; † 8. Oktober 1975 in Ost-Berlin) war ein österreichischer Regisseur. Er gründete 1947 die Komische Oper Berlin und war bis 1975 deren Intendant.

## Leben und Wirken

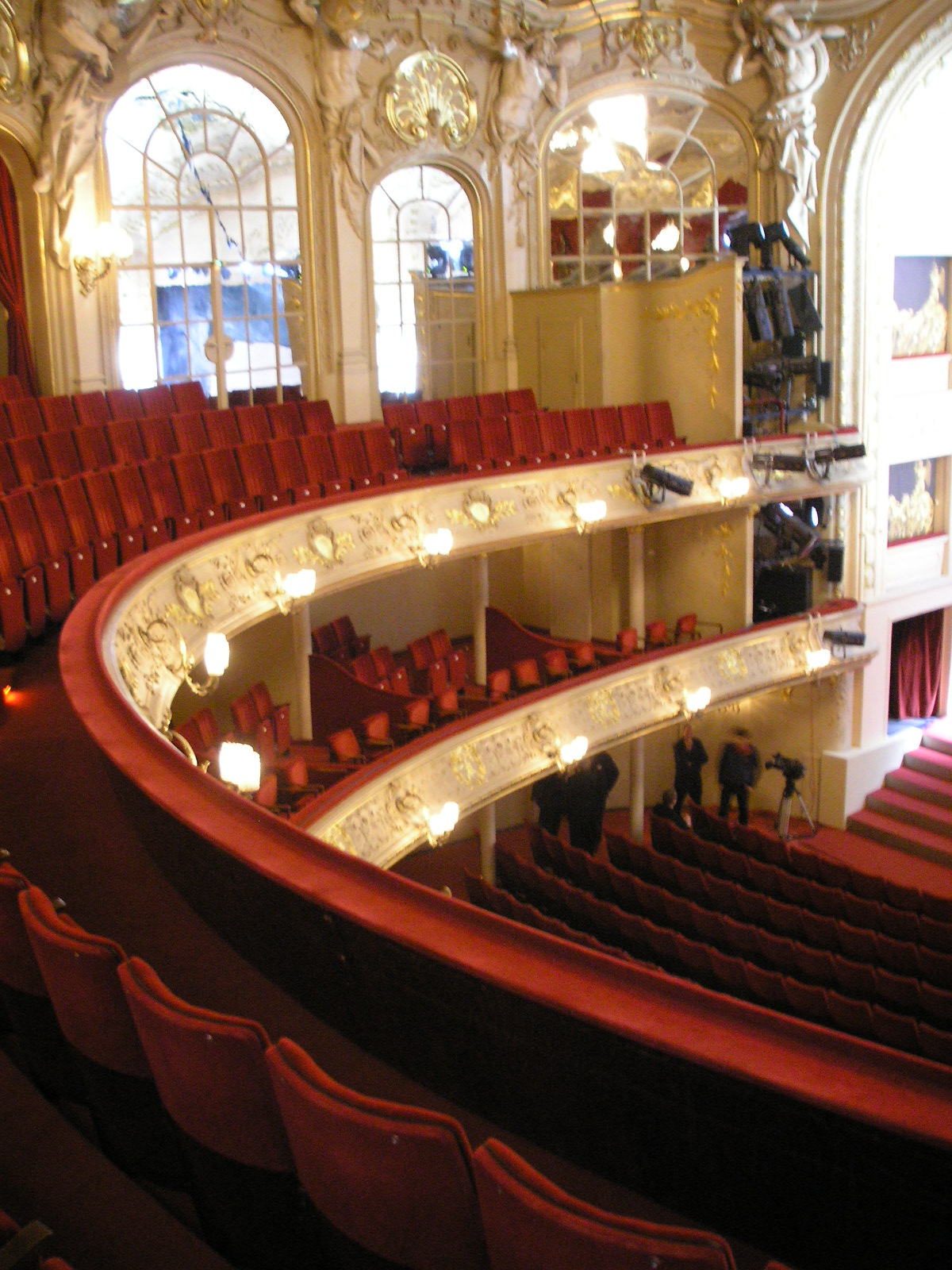
Felsensteins Werk und Wirkstätte: die Komische Oper, das ehemalige Metropol-Theater

Felsenstein war ein Sohn von Franz Otto Felsenstein, einem leitenden Beamten der Österreichischen Nordwestbahn. 1918 übersiedelte die Familie nach Villach, da der Vater zum Vizechef der Österreichischen Staatsbahnen aufstieg. Der Sohn sollte an der TH Graz Maschinenbau studieren. Während des Studiums war er kurze Zeit im Akademischen Corps Teutonia zu Graz aktiv.
Felsenstein zog es zum Theater. Er begann seine Laufbahn am Wiener Burgtheater. Danach war er von 1923 bis 1932 am  Theater Lübeck, am Nationaltheater Mannheim und am Theater Beuthen, wo er erstmals Regie führte. Am Theater Basel und am Theater Freiburg kam er in näheren Kontakt mit dem zeitgenössischen Musiktheater. Als Regisseur der Oper und des Schauspiels war er an der Oper Köln (1932–1934), an den Städtischen Bühnen Frankfurt (1934–1936). 1936 schloss ihn die Reichstheaterkammer wegen seiner Ehe mit einer „Nicht-Arierin“ aus. Er arbeitete am Stadttheater Zürich (1938–1940) weiter und kehrte 1940 mit Hilfe von Heinrich George nach Deutschland zurück, wo er am Berliner Schillertheater (1940–1944) tätig war. Außerdem inszenierte er als Gastregisseur in Aachen, Düsseldorf, Metz und Straßburg. 1942 inszenierte er bei den Salzburger Festspielen Wolfgang Amadeus Mozarts Le nozze di Figaro (Dirigent Clemens Krauss, Bühnenbild und Kostüme Stefan Hlawa). Von 1945 bis 1947 arbeitete er am Berliner Hebbel-Theater in West-Berlin, bis er 1947 in Ost-Berlin die Komische Oper gründete, deren Intendant er bis zu seinem Tod war.
Von 1956 an war er Vizepräsident der Deutschen Akademie der Künste der Deutschen Demokratischen Republik und des  Verbandes der Theaterschaffenden.
Felsenstein setzte Maßstäbe im Bereich der Opernregie. Er fand zu darstellerisch ausgefeilten Inszenierungen, wie sie bis dahin nur dem Schauspiel vorbehalten gewesen waren und die bisherige Sängerkonventionen vermied. Auch wenn an die Komische Oper gelegentlich Weltstars wie Sylvia Geszty, Anny Schlemm und Rudolf Schock verpflichtet werden konnten, so lag der Schwerpunkt der Arbeit Walter Felsensteins auf dem Ensemble. Das schloss neben dem künstlerischen Personal, zu dem u. a. Irmgard Arnold, Anny Schlemm, Ruth Schob-Lipka, Hanns Nocker, Günter Neumann, Rudolf Asmus, Werner Enders und Josef Burgwinkel zählten, auch die Bühnentechniker mit ein.
1966 holte er die erfolgreichen Ballettchoreographen Tom Schilling und Jean Weidt zum Aufbau eines Ballettensembles, das den neuen revolutionären Opernstil der Komischen Oper ergänzen sollte. Diese Aufgabe löste Tom Schilling in kürzester Zeit und schuf bis 1993 über 75 Ballettinszenierungen, die in über 30 Ländern weltweit Anerkennung fanden. Das „Realistische Tanztheater“ des Tom Schilling wäre ohne die große Unterstützung des Intendanten Walter Felsenstein nie Realität geworden.
Walter Felsenstein popularisierte den Begriff Musiktheater für seine spezielle Opernarbeit. Er war Übersetzer und Bearbeiter zahlreicher Werke der Opernweltliteratur, u. a. von Carmen (Georges Bizet, 1949), La traviata (Giuseppe Verdi, 1955). Berühmte Inszenierungen waren u. a. auch Die Zauberflöte (Mozart, 1954), Hoffmanns Erzählungen (Jacques Offenbach, 1958), Othello (Verdi, 1959). Unvergessen bleibt dem Publikum auch Ritter Blaubart (Jacques Offenbach), seit 1963 und bis 1992 gespielt, Das schlaue Füchslein (Leoš Janáček), 1956, oder Ein Sommernachtstraum (Benjamin Britten). Wenn Felsenstein in Berlin fremdsprachige Opern inszenierte, wurden diese grundsätzlich in deutscher Übersetzung aufgeführt, so dass „auch der nicht-spezialgebildete, ‚naive‘ Teil des Publikums die Verbindung von Szene und Musik“ nachvollziehen konnte: Felsenstein legte so „größeren Wert auf bedingungslose Textverständlichkeit als auf durch Originalsprachigkeit bedingten idiomatischeren Gesang“. Bekanntester Schüler von Walter Felsenstein war Götz Friedrich, als dritter wichtiger Regisseur dieser Zeit an der Komischen Oper ist auch Felsensteins Nachfolger Joachim Herz zu nennen. Auch Felsensteins Söhne Peter Brenner (aus erster Ehe) und Johannes waren als Opernregisseure erfolgreich, der jüngste Sohn Christoph wurde zunächst am Max Reinhardt Seminar als Schauspieler ausgebildet. Danach wechselte er komplett das Fach: Er wurde Kapitän auf Großer Fahrt und arbeitet seitdem als Hochschullehrer an der Hochschule für Seefahrt in Wismar. Im Jahr 2010 überarbeitete er die DEFA-Filme, die unter der Regie von Walter Felsenstein dort entstanden waren. Die restaurierten Filme wurden im Dezember 2010 und Januar 2011 unter großem Publikumsinteresse im Babylon-Kino gezeigt. Viele der noch lebenden Mitwirkenden waren anwesend.
Als Schauspielregisseur war Felsenstein nach dem Zweiten Weltkrieg immer wieder am Wiener Burgtheater tätig, wo er u. a. Heinrich von Kleists Käthchen von Heilbronn und zuletzt 1975 Torquato Tasso (Goethe) auf die Bühne brachte. Am Bayerischen Staatsschauspiel inszenierte er 1972  Wallenstein (Schiller).

## Familie

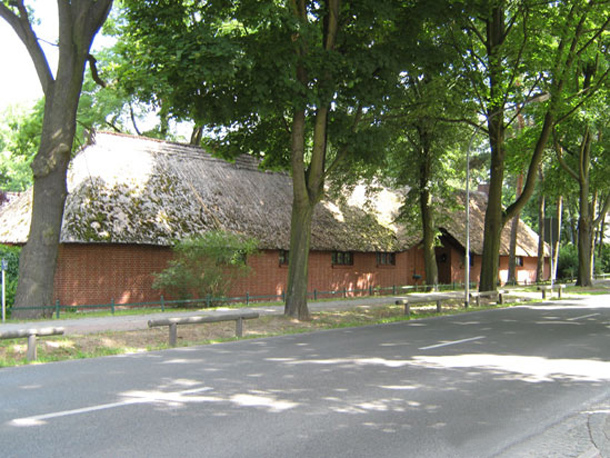
Wohnsitz in Glienicke/Nordbahn

Felsensteins jüngerer Bruder Theodor (1903–1983) war von 1950 bis 1954 Obmann des neugegründeten Freiheitlichen Akademikerverbandes für Österreich.
In erster Ehe war Felsenstein ab 1928 mit Ellen (geb. Neumann) verheiratet, die er während seines Engagements in Beuthen kennengelernt hatte. Sie hatten zusammen zwei Söhne, der jüngere davon war der Theaterintendant und Opernregisseur Peter Brenner (1930–2024). Da Ellen Jüdin war, führten sie nach den NS-Rassegesetzen eine „Mischehe“ und ihre Kinder waren „Mischlinge ersten Grades“. Dies bewog sie zur Emigration in die Schweiz. Als Felsenstein 1940 auf Einladung Heinrich Georges nach Berlin zurückkehrte, sagte das Reichsministerium für Volksaufklärung und Propaganda ihm Schutz für seine Familie zu. Seine jüdischen Schwiegereltern begingen jedoch angesichts ihrer bevorstehenden Deportation Suizid und seine Schwägerin wurde mitsamt ihrer Familie ermordet. Das Propagandaministerium drängte Felsenstein 1941 zur Scheidung, er blieb aber zum Schutz seiner Frau und der gemeinsamen Kinder bis zum Kriegsende mit ihr verheiratet, auch als er schon eine Beziehung mit Maria Westphal hatte, die zuvor mit dem Schauspieler Paul Kemp verheiratet war. Die zweite Ehe schloss er daher erst 1946, als er mit Westphal bereits ein Kind hatte. Die beiden Söhne aus dieser Beziehung sind der Musiktheaterregisseur und Intendant Johannes Felsenstein (1944–2017) und der Schauspieler Christoph Felsenstein (* 1946).
Während der Berliner Teilung wohnte Felsenstein als Grenzgänger weiter in einer Villa in Berlin-Dahlem im Westteil der Stadt, bis er 1967 in die DDR nach Glienicke/Nordbahn am Nordrand Berlins übersiedelte. Auf der Ostseeinsel Hiddensee hatte er in Kloster ein Ferienhaus mit großem Garten und hielt dort unter anderem Esel. Er wurde auf dem Inselfriedhof begraben. Auch seine zweite Frau Maria, 1987 gestorben, wurde dort bestattet. Das Anwesen ist nicht als Gedenkstätte markiert.

## Auszeichnungen

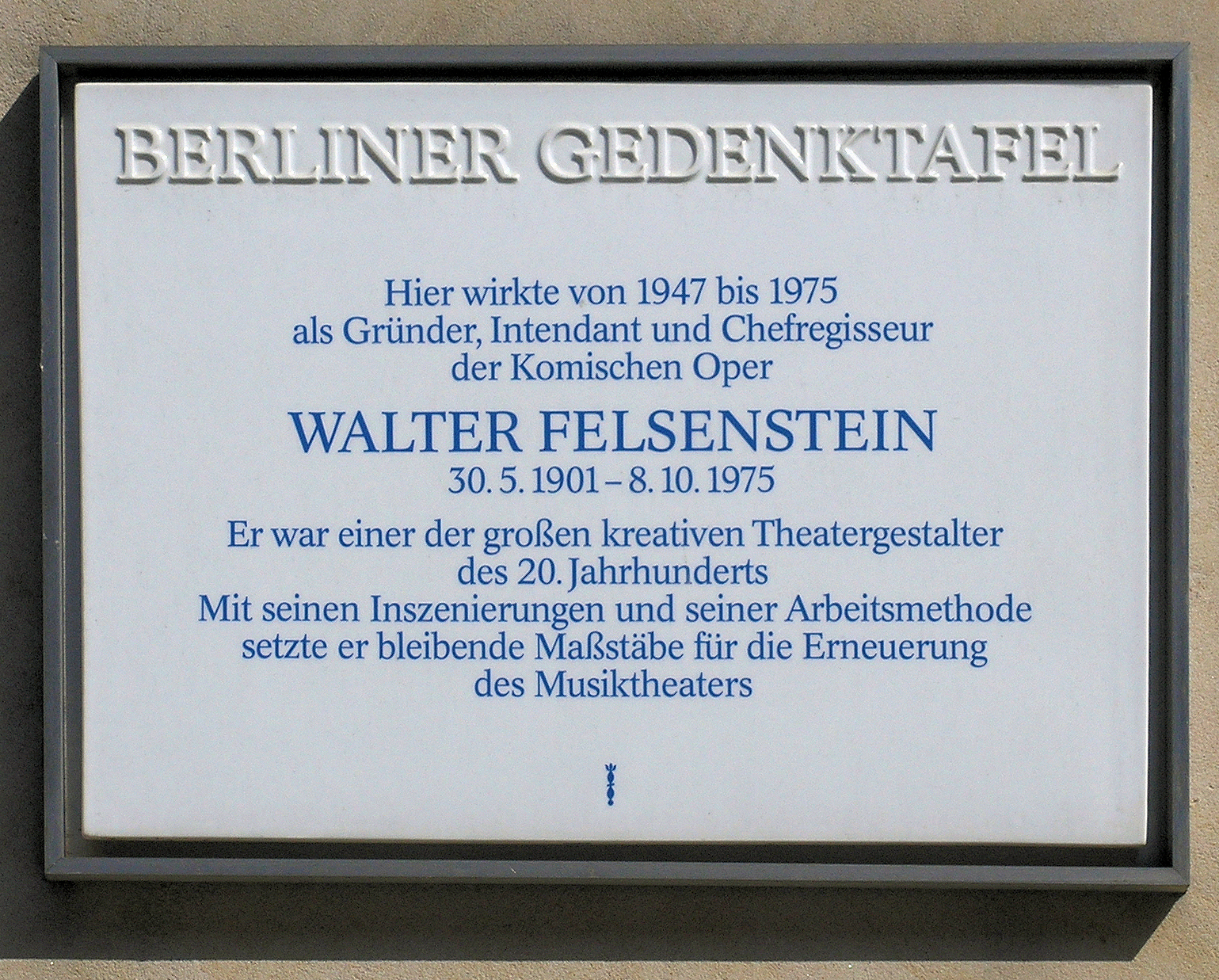
Berliner Gedenktafel in Berlin-Mitte (Behrenstraße 55–57)

- Goethepreis der Stadt Berlin (1950)
- Karl-Marx-Orden (1969)
- Ehrenspange zum Vaterländischen Verdienstorden in Gold (1973)
- Ehrendoktor der Humboldt-Universität zu Berlin
- Ehrenmitglied der Gesellschaft für Musiktheater, Wien.
- Plakette Orpheus triumphant des Opera Consortium in Boston, Massachusetts (1971)
- Walter-Felsenstein-Straße im Berliner Bezirk Marzahn-Hellersdorf

## Darstellung Felsensteins in der bildenden Kunst
- Wieland Förster: Walter Felsenstein (Porträtbüste, Bronze, Höhe 41 cm, 1963/1964)[8]

## Schriften
- Stephan Stompor (Hrsg.), Walter Felsenstein, Joachim Herz: Musiktheater. Beiträge zur Methodik und zu Inszenierungskonzeptionen. Reclam, Leipzig 1976.
- … nicht Stimmungen, sondern Absichten. Gespräche mit Walter Felsenstein. Material zum Theater Bd. 200. Theater und Gesellschaft. Bd. 43. Verband der Theaterschaffenden der DDR, Berlin 1986.
- Ilse Kobán (Hrsg.): Walter Felsenstein. Theater muß immer etwas Totales sein. Briefe, Aufzeichnungen, Reden, Interviews. Henschelverlag Kunst und Gesellschaft, Berlin 1986, ISBN 3-362-00013-4.
- Walter Felsenstein: Theater. Gespräche, Briefe, Dokumente. Hentrich, Berlin 1991, ISBN 3-926175-95-8.
- Walter Felsenstein: Die Pflicht, die Wahrheit zu finden. Briefe und Schriften eines Theatermannes. Vorwort von Ulla Berkéwicz. Hrsg. von Ilse Kobán. Suhrkamp, Frankfurt a. M. 1997, ISBN 3-518-11986-9.

## Filmografie

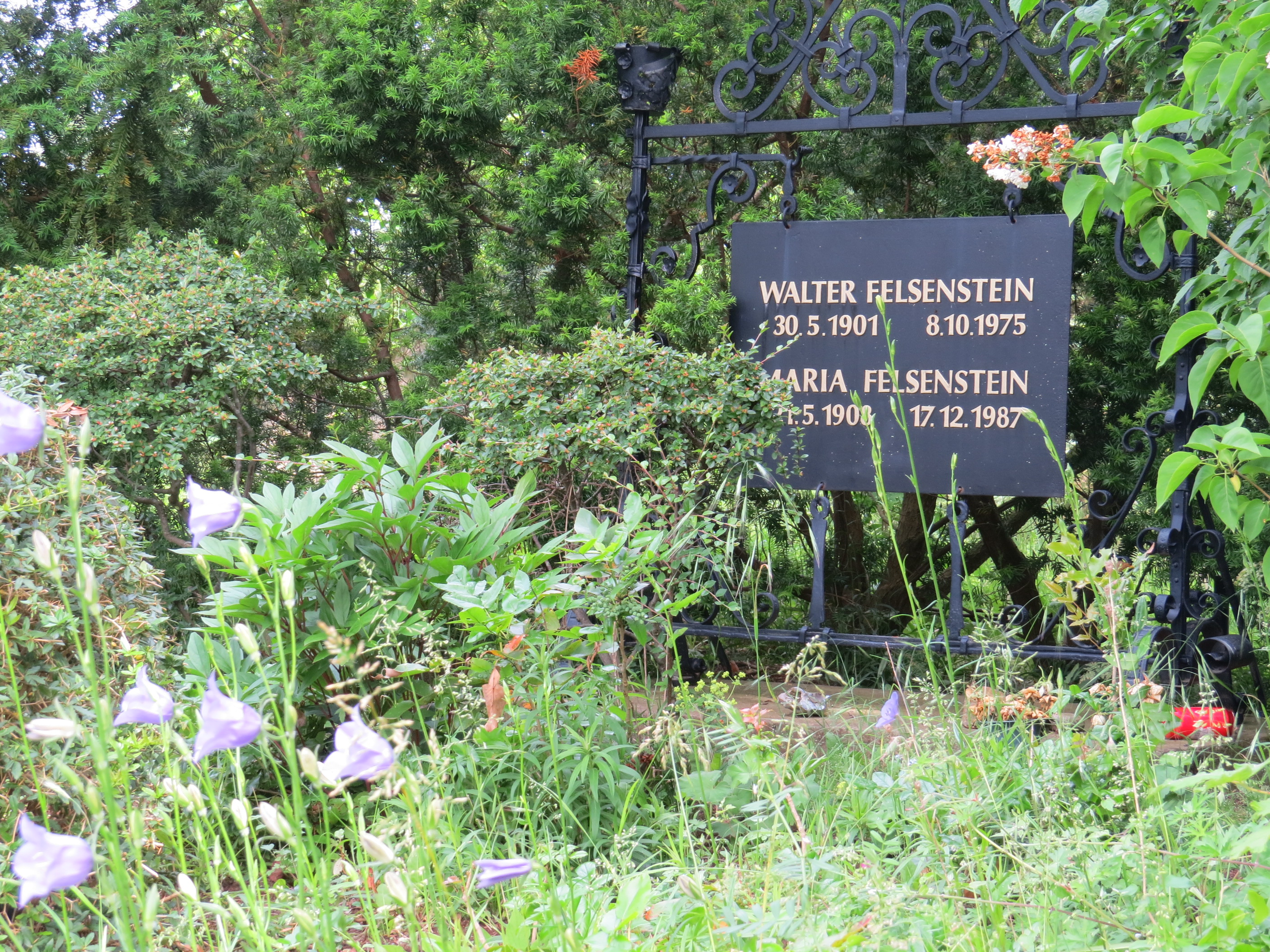
Familiengrabstätte Felsenstein in Kloster

- 1941: Ein Windstoß (Sein einziger Kinospielfilm)
- 1956: Fidelio
- 1965: Das schlaue Füchslein (Studioaufzeichnung)
- 1966: Don Giovanni (Theateraufzeichnung)
- 1969: Othello (Studioaufzeichnung)
- 1970: Hoffmanns Erzählungen (Studioaufzeichnung)
- 1973: Ritter Blaubart (Studioaufzeichnung)
- 1976: Die Hochzeit des Figaro (Theateraufzeichnung)

## Theater
- 1948: Carl Orff: Die Kluge (Komische Oper Berlin)
- 1951: Carl Maria von Weber: Der Freischütz (Komische Oper Berlin)
- 1951: Wolfgang Amadeus Mozart: Figaros Hochzeit (Komische Oper Berlin)
- 1952: Giuseppe Verdi: Falstaff (Komische Oper Berlin)
- 1956: Richard Strauss: Die schweigsame Frau (Komische Oper Berlin)
- 1963: Jacques Offenbach: Ritter Blaubart (Komische Oper Berlin)

### Lexikalisch
- Bernd-Rainer Barth: Felsenstein, Walter. In: Wer war wer in der DDR? 5. Ausgabe. Band 1. Ch. Links, Berlin 2010, ISBN 978-3-86153-561-4.
- Thomas Blubacher: Walter Felsenstein. In: Andreas Kotte (Hrsg.): Theaterlexikon der Schweiz. Band 1, Chronos, Zürich 2005, ISBN 3-0340-0715-9, S. 573.
- Christoph Kammertöns: Walter Felsenstein, in: Elisabeth Schmierer (Hrsg.): Lexikon der Oper, Band 1, Laaber, Laaber 2002,  ISBN 978-3-89007-524-2, S. 506–509.

### Monographien
Chronologisch geordnet
- Stephan Stompor (Hrsg., unter Mitarb.v. Ilse Kobán): Walter Felsenstein. Schriften zum Musiktheater. Henschelverlag Kunst u. Gesellschaft, Berlin 1976.
- Dieter Kranz: Gespräche mit Felsenstein. Aus der Werkstatt des Musiktheaters. Henschelverlag Kunst u. Gesellschaft, Berlin 1977.
- Ilse Kobán (Hrsg., unter Mitarb. v. Stephan Stompor): Walter Felsenstein. Theater muss immer etwas Totales sein. Briefe, Reden, Aufzeichnungen, Interviews. Henschelverlag Kunst u. Gesellschaft, Berlin 1986.
- Ilse Kobán (Hrsg.): Walter Felsenstein. Theater. Gespräche, Briefe, Dokumente. Mit einem Nachwort von Dietrich Steinbeck. Edition Hentrich, Berlin 1991. ISBN 3-926175-95-8
- Ilse Kobán (Hrsg.): Walter Felsenstein. Die Pflicht, die Wahrheit zu finden. Briefe und Schriften eines Theatermannes. Suhrkamp, Frankfurt am Main 1997. ISBN 3-518-11986-9
- Ilse Kobán (Hrsg.): Routine zerstört das Stück, oder die Sau hat kein Theaterblut. Erlesenes und Kommentiertes aus Briefen und Vorstellungsberichten zur Ensemblearbeit Felsensteins. Märkischer Verlag, Wilhelmshorst 1997, ISBN 3-931329-13-5.
- Robert Braunmüller: Oper als Drama. Das realistische Musiktheater Walter Felsensteins. Max Niemeyer Verlag, Tübingen 2002, ISBN 3-484-66037-6.
- Rainer Homann: Die Partitur als Regiebuch. Walter Felsensteins Musiktheater. epOs-Music, Osnabrück 2005, ISBN 978-3-923486-44-1.
- Aksinia Raphael (Hrsg.): Werkstatt Musiktheater. Walter Felsenstein in Bildern von Clemens Kohl. Henschel, Berlin 2005,. ISBN 3-89487-516-X
- Boris Kehrmann: Vom Expressionismus zum verordneten „Realistischen Musiktheater“ – Walter Felsenstein. Eine dokumentarische Biographie 1901 bis 1951. – 2 Bde. – Tectum, Marburg 2015. (Dresdner Schriften zur Musik; 3) ISBN 978-3-8288-3266-4[9]

### Artikel
- John Rockwell: Emotional Finale for ‘Bluebeard’ in Berlin. In: The New York Times. 14. Juli 1992 (englisch).
- Hans-Jochen Genzel: Über den Regisseur und Theaterleiter Walter Felsenstein, der heute 100 Jahre alt geworden wäre: Das Leben durch die Kunst verbessern. In: Berliner Zeitung. 30. Mai 2001, archiviert vom Original am 9. März 2012.
- Wolfgang Fuhrmann: Die Komische Oper wird 60. Über ihren Gründer Walter Felsenstein spricht dessen Sohn Christoph: Es flossen Tränen. In: Berliner Zeitung. 22. Dezember 2007, archiviert vom Original am 11. März 2014.